# Редагування
Редагува́ння — це узгодження об'єкта редагування з чинними у певний час у конкретному суспільстві нормами, а також його творча оптимізація, метою яких є отримання заданого соціального ефекту. Складається з двох рівноправних процедур: контролю (аналізу) та виправлення (реконструкції) авторського оригіналу.

## Види редагування
- загальне й галузеве
- нормативне й творче

Практику редагування досліджує теорія редагування, яка, поряд із теорією видавничої справи є складовою едитології (едитологія — прикладна суспільно-інформологічна наука, яка досліджує методологічні засади готування повідомлень у процесі їх публікування / оприлюднення в ЗМІ).

## Об'єкт редагування
У друкованих ЗМІ об'єктом редагування є авторський оригінал. Він може містити текстову і/або графічну (ілюстраційну) частини, які є рівноправними об'єктами редагування. Крім авторського оригіналу, у видавничому процесі об'єктами редагування є також видавничий оригінал, конструкція видання і проєкт видання, коли перевіряють дотримання, наприклад, поліграфічних норм. Украй рідко — за умови наявності дуже грубих помилок — об'єктом редагування може виступати і надруковане видання, причому весь його наклад.
В електронних ЗМІ об'єктом редагування є авторський оригінал (як правило, у формі сценарію, авторської заявки), редакційний оригінал, робочий аудіо- чи відеоматеріал, проєкт змонтованої та озвученої передачі. Вкрай рідко — за наявності дуже грубих помилок — перед повторною трансляцією передачу, яка вже була передана в ефір, ще раз редагують.

## Мета й завдання редагування
Метою редагування є трансляція («перетворення») повідомлень для отримання заданого соціального ефекту. Ця трансляція передбачає:
- контроль повідомлення на основі встановлених суспільством норм і його відповідне виправлення, тобто його унормовування з метою підвищення ефективності сприйняття;
- «переклад» повідомлення з внутрішньої мови автора на зовнішню мову реципієнта;
- «прив'язування» повідомлення до конкретних умов акту його сприймання (часу, місця, обставин тощо);
- оптимізацію повідомлення за низкою параметрів, тобто його творче удосконалення.

Трансляцію здійснюють, вносячи в повідомлення виправлення (реконструкції).
Для досягнення окресленої мети редактор повинен виконати низку завдань, найважливішими з яких є такі.
Верифікація повідомлень. Редактор повинен, по-перше, встановити, в якому відношенні до дійсності перебуває інформація повідомлення, тобто встановити його модальність, і, по-друге, перевірити істинність тих тверджень повідомлення, значеннями модальності яких є «реальність». Проте редактор через брак часу, встановлений нормами виробітку, не може перевірити абсолютно всі твердження автора. Завдання редактора значно вужче — перевірити істинність лише найважливіших тверджень повідомлення.
Адаптація повідомлень. Редактор повинен пристосувати мову (код), інформацію та складність повідомлення до мови, банку інформації (тобто запасу знань) та психологічних можливостей тієї групи реципієнтів, для якої воно призначене.
Адвербіалізація повідомлень.Редактор повинен пристосувати інформацію повідомлення до того місця (локалізація), часу (темпоралізація) та ситуації (ситуатизація), в яких реципієнти сприйматимуть повідомлення.
Нормалізація повідомлень. Редактор повинен узгодити норми, реалізовані автором у повідомленні, з тими нормами, якими користується суспільство. Наприклад, це можуть бути лінгвістичні норми (орфографічні, орфоепічні, граматичні та пунктуаційні), стандарти на вихідні відомості, описи джерел, стандарти інженерної графіки (для оформлення креслень, схем), правила логіки тощо.
Рецепціація повідомлень. Редактор повинен реалізувати у повідомленні лише механізми сприймання інформації, відкинувши норми її породження.
Інтерпретація повідомлень. Редактор повинен додати до повідомлення коментарі, які пояснюють незрозумілі реципієнтові речення, відхилення від прийнятих норм тощо. До інтерпретації вдаються лише в тих випадках, коли редакторові заборонено виправляти безпосередньо сам текст, для прикладу, текст твору класичної літератури, текст архівного документа тощо.
Уніфікація / урізноманітнення повідомлень. З урахуванням виду повідомлень редактор повинен: а) уніфіковано подавати однотипні елементи повідомлення для їх однозначної ідентифікації та полегшеного сприймання реципієнтами; б) урізноманітнювати однотипні елементи повідомлення, щоби реципієнти отримували естетичне задоволення від «розшифровування» тексту. Як правило, уніфікації потребують понятійні повідомлення, а урізноманітнення — образні. Крайнім випадком уніфікації є стандартизація повідомлень, яка передбачає подання певних елементів повідомлення — наприклад, описів джерел, скорочень, одиниць вимірювання тощо — згідно з вимогами стандартів.
Політизація / деполітизація повідомлень. Ураховуючи вид повідомлення, редактор повинен або надати йому певного політичного забарвлення, або, навпаки, позбавити його політичної забарвленості відповідно до чинних у ЗМІ політичних норм. Найчастіше політизувати доводиться повідомлення, які публікують у виданнях, що є органами політичних партій чи видаються їх явними чи прихованими однодумцями, а деполітизувати — позапартійні видання й канали електронних ЗМІ.
Етизація повідомлень. Редактор повинен узгодити повідомлення з етичними нормами (нормами моралі), наприклад, нормами професійної етики журналістів.
Естетизація повідомлень. Редактор повинен узгодити повідомлення з нормами прекрасного (нормами мистецтва). Це важливо не тільки для художніх, а й для усіх інших, без винятку, видів літератури чи жанрів передач електронних ЗМІ.
На практиці перед редактором під час редагування якихось конкретних повідомлень можуть поставати й інші, локальні, завдання. Крім того, під час опрацювання рукопису в кожному конкретному випадку редактор не обов'язково повинен дбати про виконання абсолютно всіх цих завдань, може бути цілком достатньо виконувати кілька чи навіть якесь одне. Вибір потрібної множини завдань залежить від самого повідомлення і мети, яку ставить перед собою ЗМІ.
Вказаної мети редактори досягають шляхом мінімізації кількості відхилень у повідомленні за наперед визначених, по-перше, вимог до його якості та, по-друге, фінансових обмежень вартості опрацювання.

## Галузі редагування
Залежно від типу повідомлень виділяють три галузі редагування (класифікація 1): редагування науково-технічних, редагування художніх і редагування публіцистичних повідомлень.
Залежно від соціального, функціонального призначення і читацької адреси повідомлень виокремлюють такі галузі редагування (класифікація 2): редагування художньої, публіцистичної, ділової, наукової, популярної, інформаційної, виробничої, навчальної, довідкової, рекламної та дитячої літератури.
Залежно від редакторської специфіки підготовки повідомлень виокремлюють такі галузі й підгалузі редагування (класифікація 3):
- редагування матеріалів паперових та електронних ЗМІ:
  - редагування періодичних паперових видань;
  - редагування періодичних інтернет-видань;
  - редагування радіопрограм;
  - редагування телепрограм;
- редагування книжкових видань:
  - редагування світоглядної літератури;
  - редагування художньої літератури;
  - редагування офіційних документів;
  - редагування наукової літератури;
  - редагування популярної літератури;
  - редагування інформаційної літератури;
  - редагування ужиткової (виробничо-технічної) літератури;
  - редагування навчальної літератури;
  - редагування довідкової літератури;
  - редагування рекламної літератури;
  - редагування дитячої літератури;
- редагування специфічних видань:
  - редагування архівних документів;
  - редагування перекладів;
  - редагування перевидань;
  - редагування нотних видань;
  - редагування електронних книг;
  - редагування зібрань творів;
  - редагування акцидентних видань;
- редагування науково-технічної документації:
  - редагування звітів ;
  - редагування стандартів;
  - редагування патентів і винаходів;
  - редагування проєктної документації;
- редагування ділової документації (за жанрами документів);
- редагування кінофільмів і театральних спектаклів.

## Аспекти редагування
Аспект редагування — це редагування повідомлення на основі якогось одного чи одночасно кількох видів норм. Кожен такий аспект, як правило, має окрему назву.
У літературі найчастіше виокремлюють такі аспекти редагування:
- літературне (здійснюють одночасно на основі кількох видів норм: інформаційних, композиційних, логічних, лінгвістичних і психолінгвістичних) ;
- технічне (на основі поліграфічних норм або норм, які встановлює технічне обладнання чи технологія електронних ЗМІ);
- політичне (на основі політичних норм);
- художнє (на основі естетичних норм);
- наукове (на основі норм тієї науки, фактичний матеріал якої описують у повідомленні).

Як правило, науковим редагуванням займаються фахівці в тій чи іншій галузі знань (науковці), а не професійні редактори. Таких редакторів називають науковими редакторами, а їх прізвища вказують на звороті титульної сторінки видання або в титрах передач.